# 채이배
채이배(蔡利培, 1975년 1월 2일 ~ )는 대한민국의 공인회계사이자 제20대 국회의원이다.

## 학력
- 군산경포국민학교 졸업
- 부평서중학교 졸업
- 계산고등학교 졸업
- 고려대학교 행정학과 학사
- 고려대학교 법학대학원 법학석사 수료

## 경력
- 공인회계사(삼일회계법인 근무)
- 2005.06 ~ 2016.01 좋은기업지배구조연구소 연구위원
- 2009.05 ~ 2016.01 경제개혁연구소 연구위원
- 2016.02 ~ 2018.02 국민의당 공정경제TF 팀장
- 2016.05 국민의당 제3정책조정위원회 위원장
- 2016.05 ~ 2020.05 제20대 국회의원(비례대표, 국민의당→바른미래당→민생당, 초선)
  - 2016.06 ~ 2018.05 제20대 국회 전반기 정무위원회 위원
  - 2017.12 ~ 2018.05 제20대 국회 청년미래특별위원회 간사
  - 2018.07 ~ 2018.12 제20대 국회 후반기 운영위원회 위원
  - 2018.07 ~ 2020.05 제20대 국회 후반기 법제사법위원회 위원
  - 2018.07 ~ 2019.05 제20대 국회 후반기 예산결산특별위원회 위원
  - 2018.07 제20대 국회 대법관(김선수·이동원·노정희) 임명동의에 관한 인사청문특별위원회 위원
  - 2018.12 제20대 국회 대법관(김상환) 임명동의에 관한 인사청문특별위원회 위원
  - 2019.04 ~ 2019.06 제20대 국회 사법개혁특별위원회 간사
- 2016.08 ~ 2018.02 국민정책연구원 부원장
- 2017.05 ~ 2018.02 국민의당 정책위원회 수석부의장
- 2017.05 ~ 2018.02 국민의당 제3정책조정위원회 위원장
- 2018.02 ~ 2018.07 바른미래당 정책위원회 수석부의장
- 바른미래당 경상북도당 공동위원장
- 2018.06 ~ 2018.09 바른미래당 비상대책위원회 위원
- 2018.06 ~ 2019.05 바른미래당 원내부대표(정책)
- 2018.07 ~ 2018.09 바른미래당 정책위원회 의장(권한대행)
- 2018.09 ~ 2019.05 바른미래당 손학규 당대표 비서실장
- 2019.05 ~ 2020.01 바른미래당 정책위원회 의장
- 시대전환 후원회 회장
- 공공정책전략연구소 선임고문
- 2021.10 ~ 2022.05 김부겸 국무총리 공정경제 특보보좌관
- 2021.12 ~ : 더불어민주당 입당
- 2022.03 ~ 2022.06: 더불어민주당 비상대책위원
- 2022.12 ~ 2023.08: 경기도일자리재단 대표이사

## 정치 활동
2019년 4월 24일, 바른미래당에서 격론 끝에 공수처 신설·선거법 개정 신속 처리 안건 지정(일명 패스트트랙)에 참여하기로 결정했으나 당의 사법개혁특별위원회(이하 사개특위) 간사인 오신환이 반대를 선언해 패스트트랙이 무산될 위기에 놓이자, 오신환의 동의 없이 김관영 원내대표의 제안을 받아 오신환 대신 사개특위 간사를 맡기로 수락하고 안건에 찬성하겠다고 했다. 4월 25일, 오신환과 채이배 사보임 절차가 완료되었다.

## 역대 선거 결과
| 실시년도 | 선거   | 대수 | 직책     | 선거구   | 정당     | 득표수       | 득표율          | 순위         | 당락 | 비고 |
| -------- | ------ | ---- | -------- | -------- | -------- | ------------ | --------------- | ------------ | ---- | ---- |
| 2016년   | 총선   | 20대 | 국회의원 | 비례대표 | 국민의당 | 6,355,572 표 | \| \| 26.74% \| | 비례대표 6번 |      | 초선 |
|          | 26.74% |      |          |          |          |              |                 |              |      |      |

## 소속 정당
| 소속 정당 | 소속 정당    | 소속 기간 | 비고      |
| --------- | ------------ | --------- | --------- |
|           | 진보신당     | 2008~2012 | 정계 입문 |
|           | 무소속       | 2012~2016 | 탈당      |
|           | 국민의당     | 2016~2018 | 창당      |
|           | 바른미래당   | 2018~2020 | 합당      |
|           | 민생당       | 2020      | 합당      |
|           | 무소속       | 2020~2021 | 탈당      |
|           | 더불어민주당 | 2021~현재 | 입당      |

## 같이 보기
- 대한민국 제20대 국회의원 선거 국민의당 후보 목록#비례대표